# Peroneutypa bellula
Peroneutypa bellula är en svampart som först beskrevs av Jean Baptiste Desmazières, och fick sitt nu gällande namn av Augusto Napoleone Berlese 1902. Peroneutypa bellula ingår i släktet Peroneutypa och familjen Diatrypaceae.   Inga underarter finns listade i Catalogue of Life.